# Haplinis diloris
Haplinis diloris är en spindelart som först beskrevs av Arthur Urquhart 1886.  Haplinis diloris ingår i släktet Haplinis och familjen täckvävarspindlar. Inga underarter finns listade i Catalogue of Life.